# Stenele onobra
Stenele onobra là một loài bướm đêm trong họ Geometridae.